# The White Countess
The White Countess is een Brits-Amerikaanse dramafilm uit 2005 onder regie van James Ivory.

## Verhaal
De blinde Amerikaanse diplomaat Todd Jackson bevindt zich in Shanghai aan de vooravond van de Tweede Chinees-Japanse Oorlog (1937 - 1945). Hij maakt er kennis met Sofia Belinskaya, een Russische gravin die gevlucht is voor de bolsjewieken. Zij werkt als danseres in een ongure bar om de adellijke familie van haar overleden echtgenoot te onderhouden. Todd en Sofia worden langzamerhand verliefd op elkaar.

## Rolverdeling
| Acteur             | Personage               |
| ------------------ | ----------------------- |
| Natasha Richardson | Gravin Sofia Belinskaya |
| Lynn Redgrave      | Olga Belinskaya         |
| Madeleine Potter   | Grushenka               |
| Madeleine Daly     | Katya                   |
| John Wood          | Prins Peter Belinsky    |
| Vanessa Redgrave   | Prinses Vera Belinskaya |
| Allan Corduner     | Samuel Feinstein        |
| Timur Engalychev   | Kind van Feinstein      |
| Lucy Sutton        | Kind van Feinstein      |
| Amir Maimon        | Kind van Feinstein      |
| Itay Eltahan       | Kind van Feinstein      |
| Dan Herzberg       | Fransman                |
| Aislin McGuckin    | Maria                   |
| Dong Fu Lin        | Bareigenaar             |
| Ralph Fiennes      | Todd Jackson            |